# Armando Brancia
Armando Brancia (Napoli, 9 novembre 1917 – Anzio, 20 giugno 1997) è stato un attore italiano,  attivo come caratterista negli anni settanta e ottanta del XX secolo.

## Biografia
Nato a Napoli nel 1917, si arruolò nell'esercito come volontario. L'armistizio dell'8 settembre 1943 lo sorprese nella regione croata, dove fu fatto prigioniero dell'esercito tedesco e deportato in un campo di concentramento, dal quale riuscì a fuggire pochi giorni prima della fine della guerra. 
Tornato a Napoli, nel 1947 sposò una giovane dalla quale poi si separò nel 1970. Fu introdotto nel mondo artistico grazie a un agente di spettacolo che ne seguì da allora in poi la carriera, iniziata a metà degli anni sessanta con piccole partecipazioni a sceneggiati televisivi. 
A partire dall'inizio degli anni settanta, Armando Brancia ha preso parte a diversi film: nel 1972 fu selezionato dal regista Federico Fellini per il film Amarcord, uscito nelle sale alla fine del 1973, nel quale ricoprì il ruolo di Aurelio Biondi, il padre di Titta.
Trasferitosi a Roma in seguito al divorzio e in occasione delle lunghe riprese felliniane, ha poi preso parte anche a film comici a fianco di Giorgio Bracardi (Vinella e Don Pezzotta), Lino Banfi (Cornetti alla crema) e Carlo Verdone (Grand Hotel Excelsior).
Per la televisione è stato interprete in Il segreto di Luca, sceneggiato televisivo Rai nel 1969, Storie della camorra, sceneggiato televisivo trasmesso da Rai nel 1978, diretto da Paolo Gazzara, e di alcune campagne pubblicitarie.
Nel 1982 partecipa al film corale Grand Hotel Excelsior, nei panni dell'allenatore di boxe di Pericle Coccia (Carlo Verdone).
Muore il 20 giugno 1997 a Lavinio, dove si era ritirato da qualche tempo.

## Filmografia parziale

### Cinema
- Teresa la ladra, regia di Carlo Di Palma (1972)
- Amarcord, regia di Federico Fellini (1973)
- La poliziotta, regia di Steno (1974)
- Sistemo l'America e torno, regia di Nanni Loy (1974)
- Fatevi vivi, la polizia non interverrà, regia di Giovanni Fago (1974)
- Il piatto piange, regia di Paolo Nuzzi (1974)
- Labbra di lurido blu, regia di Giulio Petroni (1975)
- La linea del fiume, regia di Aldo Scavarda (1975)
- Baby Sitter - Un maledetto pasticcio (Jeune fille libre le soir), regia di René Clément (1975)
- Vinella e Don Pezzotta, regia di Mino Guerrini (1976)
- Spogliamoci così, senza pudor..., regia di Sergio Martino (1976)
- Il comune senso del pudore, regia di Alberto Sordi (1976)
- Quelli della calibro 38, regia di Massimo Dallamano (1976)
- Mogliamante, regia di Marco Vicario (1977)
- Il gatto, regia di Luigi Comencini (1978)
- Voglia di donna, regia di Franco Bottari (1978)
- Scherzi da prete, regia di Pier Francesco Pingitore (1978)
- Dimenticare Venezia, regia di Franco Brusati (1979)
- Cocktail Molotov, regia di Diane Kurys (1980)
- Cornetti alla crema, regia di Sergio Martino (1981)
- Grand Hotel Excelsior, regia di Castellano e Pipolo (1982)
- Jocks, regia di Riccardo Sesani (1983)
- Ternosecco, regia di Giancarlo Giannini (1987)

### Televisione
- Tovaritch, prosa di Jacques Deval, regia di Flaminio Bollini, trasmessa sul Secondo programma il 17 maggio 1967.

## Doppiatori
- Corrado Gaipa in Amarcord, Mogliamante
- Renato Mori in Quelli della calibro 38, Sistemo l'America e torno
- Antonio Guidi in La poliziotta
- Roberto Bertea in Spogliamoci così, senza pudor...
- Sergio Fiorentini in Il gatto
- Enzo Liberti in Scherzi da prete
- Gianni Marzocchi in Voglia di donna
- Gianni Bonagura in Cornetti alla crema
- Riccardo Garrone in Vinella e Don Pezzotta